# Фиттко, Лиза
Лиза Фиттко (Фитько, венг. Fittko Lisa; урожденная Эржебет Экштайн/Экштейн, венг. Eckstein (Ekstein) Erzsébet; 23 августа 1909, Ужгород — 12 марта 2005, Чикаго, Иллинойс) — активистка закарпатско-еврейского происхождения. Участница движения Сопротивления и спасения беженцев, которая во время Второй мировой войны помогла сбежать многим людям из оккупированной нацистами Франции. Среди тех, кому она помогала выбраться в 1940 году, был бежавший из нацистской Германии философ и критик Вальтер Беньямин. Фиттко является автором двух мемуаров о Европе времён войны.

## Биография

### Детство в Ужгороде, Будапеште и Вене
Елизавета (Эржебет) родилась в интернациональной еврейской семье (Экштайн, Экстейн) в 1909 году в Унгваре-Ужгороде (Ужанский комитет (Унг) Венгерского королевства, ныне Закарпатская область Украины). Её большая семья активно участвовала во многих сферах культурной и экономической жизни Австро-Венгерской империи. Одна ветвь её семьи активно участвовала в чешском национальном движении, другие были выдающимися промышленниками и меценатами; дальним родственником был даже «Король вальсов» Иоганн Штраус II. На её становление существенно повлияла её тётя, чешская художница Мальва Шалек. Её старшим братом был физик Ганс Экштейн (1908—1984).
Конец Первой мировой войны Лиза Экштейн встретила в Будапеште, где её отец, как и в Ужгороде, был коммерческим директором мебельной фабрики. Когда их дела стали ухудшаться из-за войны, он переключил свое внимание на журналистику и писал статьи (а затем стал редактором) для венского «еженедельного журнала по экономике, политике, литературе и искусству» Die Wage. После войны семья Экштейнов поселилась в Вене, где только что была провозглашена Первая Австрийская Республика, а отец, несмотря на прошлое коммерсанта, вступил в недавно созданную Коммунистическую партию Австрии. Послевоенная продовольственная ситуация в Вене была катастрофической, дети страдали от болезней и недоедания, так что десятилетнюю Лизу отправили в Нидерланды.

### Коммунистический активизм в Германии
Осенью 1920 года семья Экштейнов переехала в Берлин, где отец устроился на работу в советское торгпредство. Прусская школьная система казалась Лизе строгой и устаревшей; она начала интересоваться политикой в раннем возрасте, сначала вступив в Социалистический союз учащихся, затем в 1924 году в Коммунистический союз молодёжи Германии и в 1928 году в Коммунистическую партию Германии (КПГ), где занимала различные должности. После окончания высшей коммерческой школы и годичных языковых курсов в Париже она устроилась в Международной организации помощи трудящимся.
Находясь под угрозой депортации за участие в демонстрациях, 5 марта 1932 года она вышла замуж за коммуниста Габриэля (Габо) Левина, получив таким образом немецкое гражданство. Но уже осенью 1932 года снова возникли трудности: полиция постоянно нагрядывала с обысками на её квартиру в берлинском районе Кройцберг. Ради безопасности ей пришлось уйти в подполье, где она стала свидетелем прихода к власти нацистов и участвовала в антифашистской политике. В сентябре 1933 года, когда КПГ приказала перевести её в Прагу, поскольку пребывание в Берлине стало для неё слишком опасным (её родители покинули Германию еще в марте 1933 года из-за усиливающихся гонений против евреев, переехав жить к брату матери Лизы в Литомержице в Чехословакии).

### Антифашистка в изгнании
В последующие годы она была подпольщицей антифашистского сопротивления в Берлине, Праге (где познакомилась со своим товарищем и будущим мужем Гансом Фиттко), Цюрихе, Амстердаме, Париже, Марселе и в Пиренеях, где с 1940 по 1941 год она переводила беженцев в Испанию. Когда в июле 1936 года началась гражданская война в Испании, Лиза хотела присоединиться к Интернациональным бригадам, однако партия перевела Ганса Фиттко в Амстердам, где он уже в августе 1937 года был официально исключен из КПГ «за недостаточную бдительность в отношении антипартийных элементов и за связь с врагами партии» (хотя он отрицал обоснованность обвинений, но воздержался от апелляции, поскольку в политэмигрантских кругах становилось известно всё больше о сталинских репрессиях). Неизвестно, была ли Лиза тоже исключена из партии или она вышла из КПГ добровольно.
С 1938 года теперь уже беспартийные Фиттко жили в Париже, где снова встретились с родителями Лизы и ее братом Гансом, который, в то время женившийся на своей подруге по колледжу, жил в том же доме, что и Вальтер Беньямин. Поскольку они больше не занимали политических должностей, им приходилось сводить концы с концами случайными заработками, как и большинству беженцев. Лиза справлялась с этим лучше своего мужа, поскольку свободно говорила по-французски и была знакома с большинством домашних и офисных работ. К началу Второй мировой войны она была управляющей хозяйством американо-еврейской пары Флоренс и Соломона Троуна, которые от имени организации DORSA пытались поселить евреев-изгнанников из Европы в Доминиканской Республике (тамошний диктатор Рафаэль Трухильо предложил разрешить въезд в его страну 100 000 евреев, но в конечном итоге приняли менее 700 человек, поскольку незадолго до этого по его приказу убили около 18 000 гаитян в так называемой «Петрушечной резне»).

### Помощь беженцам от нацизма в побегах
С сентября 1939 года началось интернирование во Франции «мужчин и женщин Германского рейха». Женщин интернировали лишь восемь месяцев спустя. Лиза и её подруга Паула Шпривальд, дочь коммуниста-депутата Вальтера Эттингхауса, оказались в концлагере Гюрс на северной окраине Пиренеев, где встретили много старых знакомых, как-то философ Ханна Арендт и художница Или Кронштейн, двоюродная сестра Лизы. Через несколько недель им удалось покинуть лагерь по поддельным документам и отправиться в Марсель, надеясь покинуть Францию как можно скорее (по дороге они встретили Ганса Фиттко, который также сбежал из своего лагеря). Однако там они встретили «Ангела беженцев» Вариана Фрая, «Чрезвычайному комитету спасения», которому Элеонора Рузвельт поручила вывезти из Франции как можно больше беженцев, особенно выдающихся деятелей искусства, политиков и интеллектуалов.
В начале сентября 1940 года они находились в Баньюльс-сюр-Мере, небольшом городке у подножия Пиренеев. Фиттко сама была эмигранткой, которая хотела попасть в Португалию, чтобы там сесть на лодку, и бежать в США, но она осталась в Баньюльс-сюр-Мэри, чтобы принять участие в «проекте границы» Вариана Фрая и помочь многим другим. Местный мэр-социалист Венсан Азема попросил её помочь эмигрантам в пересечении границы и популяризировать этот путь, чтобы «новый маршрут стал известен и прибывающим позже». Первым к ним присоединился 18-летний Вальтер Мейерхоф, сын немецко-еврейского лауреата Нобелевской премии по медицине Отто Мейерхофа. Однако по дороге их арестовали французские жандармы и доставили в тюрьму в Сербере, где они провели несколько тревожных дней и ночей, но Благодаря вмешательству родителей Мейерхофа и мэра Баньюль-сюр-Мера они были освобождены судьей в Перпиньяне.
Одним из самых известных беженцев, которого она пыталась спасти, был Вальтер Беньямін, марксистский интеллектуал еврейского происхождения, литературный критик, философ, социолог и переводчик, который 25 сентября 1940 года при её помощи достиг Портбоу в Испании. Она увезла Беньямина туда, руководствуясь устными инструкциями и чертежом маршрута, который для нее набросал мэр Азема. Это была первая из её многих успешных «прогулок» по Пиренеям. Впрочем, в ночь с 25 на 26 сентября 1940 года философ покончил с собой в отеле «Франсия» в Портбоу, поскольку был убеждён, что франкистская полиция выполнит свои угрозы и выдаст его и остальных беженцев немцам. Однако после смерти Беньямина остальной его группе было разрешено остаться. По словам Фиттко, Беньямин носил с собой тяжёлый портфель, который, как он утверждал, был важнее его жизни. Эта история не была подтверждена другими свидетельствами, что вызвало некоторые споры. Такие авторитеты, как Чимен Абрамский, который был одним из первых, кто услышал историю и от самой Фиттко, придают рассказу Фиттко правдивости. В полицейских документах Испании упоминается портфель, но в его содержимом упоминаются лишь «газеты и разные другие бумаги неважного содержания». Предположения относительно действительного сожержимого были предметом научных статей и художественных произведений, вдохновленных судьбой Беньямина.
Путь Фиттко стал «новым маршрутом» и альтернативой контролируемому фашистами побережью от Сербера до Портбоу. Этот же маршрут в 1939 году назвали «Маршрут Листера» (в честь республиканского генерала, выведшего им свои войска из Испании в конце гражданской войны), а позже, в 1940 году, Фрай назвал его «Маршрут F». Супруги Фиттко оставались в Баньюльс-сюр-Мер до апреля 1941 года и при поддержке Венсана Азема привели к границе многих других беженцев, среди которых были исследователь Гейне Хуго Бибер и его жена, бывший пресс-секретарь министра внутренних дел Ганс Эмиль Хиршфельд, поэт-рабочий и редактор газеты «Dresdner Volkszeitung» Роберт Грётч, молодой политолог Хайнц Пехтер и другие. Не все из спасённых были отправлены им Варианом Фраем — многие прибыли приехали при посредничестве социал-демократа Фрица Гейне из исполнительного комитета СДПГ в изгнании (SOPADE), помогавшего в том числе и тем «рядовым» беженцам, кто не был в списке знаменитостей Фрая.
Сведения об именах и численности беженцев сильно разнятся. Вариан Фрай сообщает о «более чем ста людях» в течение шести месяцев, но по другим оценкам, их было «более 250». Достоверных списков нет, поскольку они могли попасть в руки гестапо. В марте 1941 года прибыли более крупные группы британских солдат, которых собирались вернуть домой. Их также благополучно довели до границы супруги Фиттко, хотя Лиза в это время была очень слаба и ещё не оправилась от последствий тяжелой желтухи.

### Эмиграция на Кубе и в США
Супруги Фиттко, пользующиеся большим уважением у населения, в апреле 1941 года покинули Баньюльс-сюр-Мер и временно поселились в Кассисе. Там они ждали помощи от Комитета по чрезвычайным ситуациям — прибывшей в октябре в виде необходимых документов для выезда. Перед отъездом Лизе также удалось привезти туда из оккупированного Парижа своих родителей, местные жители прятали их до конца войны и таким образом спасли от Холокоста.
Со своим мужем Гансом Лизе бежала из Франции на Кубу, а оттуда попала в США. 11 ноября 1941 года им удалось сесть на корабль SS Colonial, который доставил их из Лиссабона в Гавану. На борту находилось около 400 беженцев, среди которых было много восточноевропейских евреев, говоривших только на польском, идиш или русском языках. В Гаване Ганс Фиттко, как и многие мужчины-эмигранты, работал огранщиком алмазов, а Лиза — переводчицей и секретарём. Там они встретили многих беженцев, которых уже знали, в том числе Фрица Ламма, Августа Тальгеймера и Бориса Гольденберга. Лиза преуспела на Кубе и хотела принять кубинское гражданство, но Ганс Фиттко заболел и впал в депрессию. Незадолго до окончания войны, 3 мая 1945 года, они поженились в Гаване (Лиза проходила овдовевшей Элизабет Левин, хотя Габо Левин вовсе не был мертв, а находился в советском лагере для военнопленных, о чём Лиза не могла знать — только после его реабилитации в 1955 году брак удалось официально расторгнуть).
В 1948 году Лиза Фиттко и её муж Ганс переехали в Чикаго, где уже жил её брат с семьей. В 1955 году она стала гражданкой США, для чего из-за атмосферы маккартизма пришлось поклясться никогда не принадлежать к коммунистической партии. Ганс Фиттко умер от заболевания мозга в 1960 году. Лиза, которая очень быстро выучила в совершенстве английский язык, работала на разных должностях, в том числе корреспондентом на иностранных языках и сотрудником Чикагского университета. У нее был стабильный доход и большой круг знакомых, среди которых был тогдашний конгрессмен Иллинойса Барак Обама, живший в непосредственной близости.
Она получила международное признание более сорока лет спустя благодаря своим двум переведённым на многие языки мемуарам, где она описывает свои приключения. После публикации своей первой книги она получила Федеральный крест «За заслуги» первой степени, на что отреагировала с некоторой критикой. Она сомневалась, правильно ли чествовать только одного человека, а не Сопротивление как таковое, о котором молодые люди в Германии всё ещё знали мало.
Получив множество других почестей и признаний, Лиза Фиттко скончалась в Чикаго в возрасте 95 лет 12 марта 2005 года. По её просьбе её прах был развеян над Средиземным морем близ Кассиса.

## Память
- В своей книге «Земельный суд» (2012), удостоенной Немецкой книжной премии, писательница Урсула Крехель создала литературный памятник супружеской паре Гансу и Лизе Фиттко.
- Лиза Фиттко является важным персонажем фильма «Нежелательный человек в Европе» (Les Unwanted de Europa, режиссёр Фабрицио Ферраро, в роли Лизы Катарина Валленштейн, 2018) и сериала «За океан» (Transatlantic, в роли Лизы Делейла Пиаско, 2023).

## Избранные произведения
- Lisa Fittko, Escape through the Pyrenees, Northwestern University Press (Бегство через Пиренеи), ISBN 0-8101-1803-3 .
- Lisa Fittko, Solidarity and Treason: Resistance and Exile, 1933—1940, Illinois, Northwestern University Press, 1993 (Солидарность и измена: Сопротивление и изгнание", 1933—1940 гг.).